# Pristimantis modipeplus
Pristimantis modipeplus es una especie de anfibio anuro de la familia Craugastoridae.

## Distribución
Esta especie es endémica de la provincia de Tungurahua, en Ecuador. Habita entre los 2560 y 3700 metros sobre el nivel del mar en las montañas de los Andes.

## Descripción
Los machos miden de 24.6 a 28.5 mm y las hembras de 28.0 a 34.7 mm.

## Publicación original
- Lynch, 1981 : Leptodactylid frogs of the genus Eleutherodactylus in the Andes of northern Ecuador and adjacent Colombia. Miscellaneous Publication, Museum of Natural History, University of Kansas, n.º 72, p. 1-46[5]